# Добецин (гміна Хинув)
Добецин (пол. Dobiecin) — село в Польщі, у гміні Хинув Груєцького повіту Мазовецького воєводства.
Населення — 62 особи (2011).
У 1975—1998 роках село належало до Радомського воєводства.

## Демографія
Демографічна структура станом на 31 березня 2011 року:
|          | Загалом | Допрацездатний вік | Працездатний вік | Постпрацездатний вік |
| -------- | ------- | ------------------ | ---------------- | -------------------- |
| Чоловіки | 29      | 11                 | 14               | 4                    |
| Жінки    | 33      | 7                  | 17               | 9                    |
| Разом    | 62      | 18                 | 31               | 13                   |